# Liste der deutschen Bundesländer nach Arbeitslosenquote
Folgende Liste der deutschen Bundesländer nach Arbeitslosenquote sortiert die Länder der Bundesrepublik Deutschland nach dem Anteil der zivilen Erwerbspersonen ohne Arbeit.

## Bundesländer nach Arbeitslosenquote
Deutsche Bundesländer nach Arbeitslosenquote im Januar 2025 sowie der Anzahl an Arbeitslosen. Die Bundesländer sind in absteigender Anzahlfolge vorsortiert.
| Rang | Bundesland             | Arbeitslosenquote | Anzahl Arbeitslose |
| ---- | ---------------------- | ----------------- | ------------------ |
| 1    | Bayern                 | 4,2 %             | 328.749            |
| 2    | Baden-Württemberg      | 4,6 %             | 294.214            |
| 3    | Rheinland-Pfalz        | 5,6 %             | 128.848            |
| 4    | Hessen                 | 5,9 %             | 207.152            |
| 5    | Schleswig-Holstein     | 6,2 %             | 100.381            |
| 6    | Niedersachsen          | 6,3 %             | 280.627            |
| 7    | Thüringen              | 6,6 %             | 72.489             |
| 8    | Brandenburg            | 6,6 %             | 88.875             |
| 9    | Sachsen                | 7,0 %             | 149.283            |
| 10   | Saarland               | 7,5 %             | 39.802             |
| 11   | Nordrhein-Westfalen    | 7,9 %             | 787.853            |
| 12   | Sachsen-Anhalt         | 8,3 %             | 91.795             |
| 13   | Hamburg                | 8,4 %             | 93.132             |
| 14   | Mecklenburg-Vorpommern | 8,6 %             | 70.336             |
| 15   | Berlin                 | 10,2 %            | 215.999            |
| 16   | Bremen                 | 11,6 %            | 43.123             |
|      | Deutschland            | 6,4 %             | 2.992.658          |

## Entwicklung der Arbeitslosenquote der Bundesländer
Entwicklung der Arbeitslosenquote (Anteil aller zivilen Erwerbspersonen ohne Arbeit) der Bundesländer seit dem Jahr 1994 laut Zahlen des Statistischen Bundesamtes.  Eine sich verändernde Arbeitslosenquote ist rechnerisch sowohl von der Entwicklung der Anzahl der Arbeitslosen als auch der Anzahl der Erwerbstätigen abhängig.                            

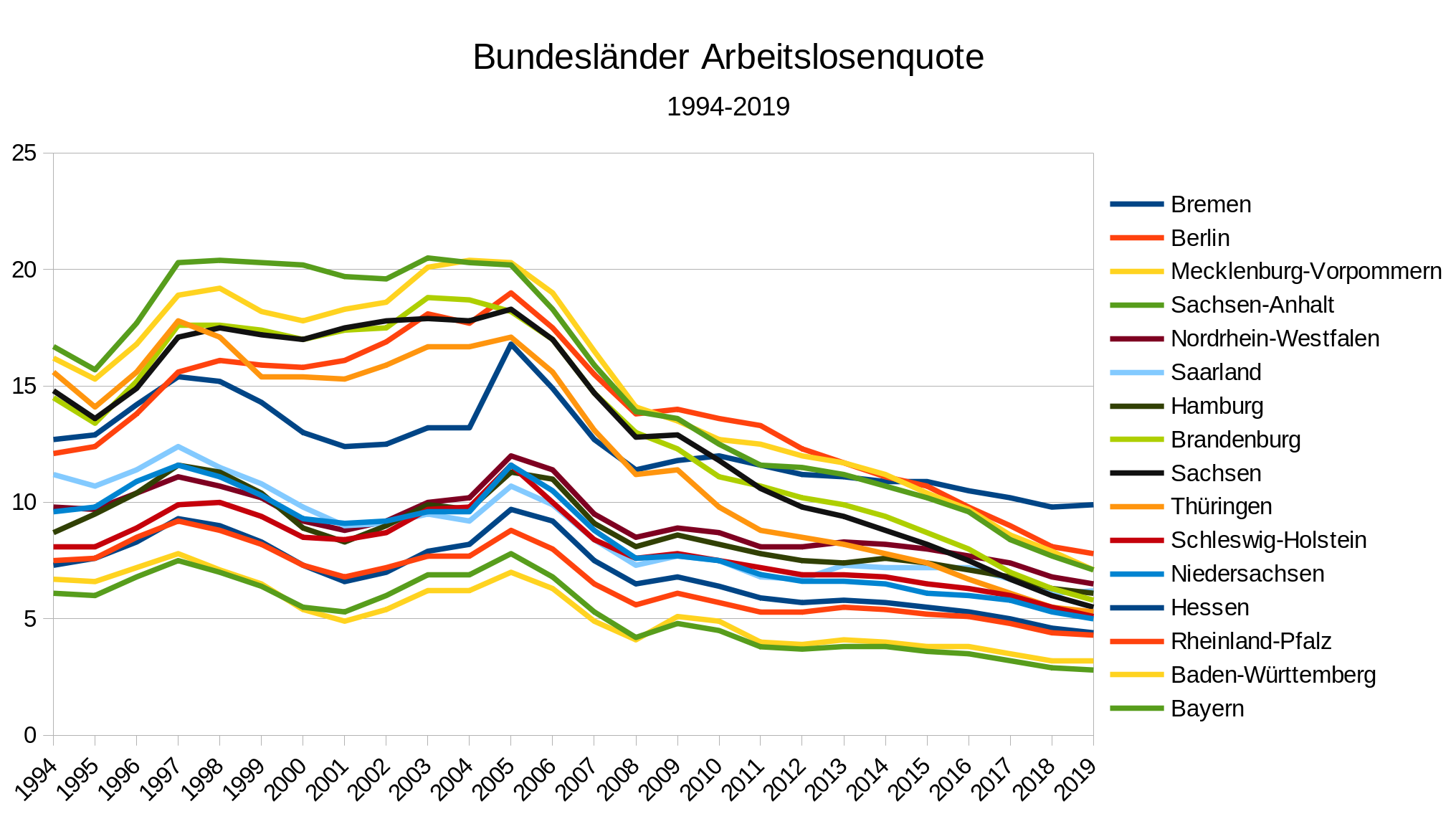
Arbeitslosenquote der deutschen Bundesländer zwischen 1994 und 2019 graphisch dargestellt. Die Legende ist nach absteigender Arbeitslosenquote im Jahr 2019 sortiert.

| Land                   | 1994   | 1995   | 1996   | 1997   | 1998   | 1999   | 2000   | 2001   | 2002   | 2003   | 2004   | 2005   | 2006   | 2007   |
| ---------------------- | ------ | ------ | ------ | ------ | ------ | ------ | ------ | ------ | ------ | ------ | ------ | ------ | ------ | ------ |
| Baden-Württemberg      | 6,7 %  | 6,6 %  | 7,2 %  | 7,8 %  | 7,1 %  | 6,5 %  | 5,4 %  | 4,9 %  | 5,4 %  | 6,2 %  | 6,2 %  | 7,0 %  | 6,3 %  | 4,9 %  |
| Bayern                 | 6,1 %  | 6,0 %  | 6,8 %  | 7,5 %  | 7,0 %  | 6,4 %  | 5,5 %  | 5,3 %  | 6,0 %  | 6,9 %  | 6,9 %  | 7,8 %  | 6,8 %  | 5,3 %  |
| Berlin                 | 12,1 % | 12,4 % | 13,8 % | 15,6 % | 16,1 % | 15,9 % | 15,8 % | 16,1 % | 16,9 % | 18,1 % | 17,7 % | 19,0 % | 17,5 % | 15,5 % |
| Brandenburg            | 14,5 % | 13,4 % | 15,2 % | 17,6 % | 17,6 % | 17,4 % | 17,0 % | 17,4 % | 17,5 % | 18,8 % | 18,7 % | 18,2 % | 17,0 % | 14,7 % |
| Bremen                 | 12,7 % | 12,9 % | 14,2 % | 15,4 % | 15,2 % | 14,3 % | 13,0 % | 12,4 % | 12,5 % | 13,2 % | 13,2 % | 16,8 % | 14,9 % | 12,7 % |
| Hamburg                | 8,7 %  | 9,5 %  | 10,4 % | 11,6 % | 11,3 % | 10,4 % | 8,9 %  | 8,3 %  | 9,0 %  | 9,9 %  | 9,7 %  | 11,3 % | 11,0 % | 9,1 %  |
| Hessen                 | 7,3 %  | 7,6 %  | 8,3 %  | 9,3 %  | 9,0 %  | 8,3 %  | 7,3 %  | 6,6 %  | 7,0 %  | 7,9 %  | 8,2 %  | 9,7 %  | 9,2 %  | 7,5 %  |
| Mecklenburg-Vorpommern | 16,2 % | 15,3 % | 16,8 % | 18,9 % | 19,2 % | 18,2 % | 17,8 % | 18,3 % | 18,6 % | 20,1 % | 20,4 % | 20,3 % | 19,0 % | 16,5 % |
| Niedersachsen          | 9,6 %  | 9,8 %  | 10,9 % | 11,6 % | 11,1 % | 10,3 % | 9,3 %  | 9,1 %  | 9,2 %  | 9,6 %  | 9,6 %  | 11,6 % | 10,5 % | 8,8 %  |
| Nordrhein-Westfalen    | 9,8 %  | 9,7 %  | 10,4 % | 11,1 % | 10,7 % | 10,2 % | 9,2 %  | 8,8 %  | 9,2 %  | 10,0 % | 10,2 % | 12,0 % | 11,4 % | 9,5 %  |
| Rheinland-Pfalz        | 7,5 %  | 7,6 %  | 8,5 %  | 9,2 %  | 8,8 %  | 8,2 %  | 7,3 %  | 6,8 %  | 7,2 %  | 7,7 %  | 7,7 %  | 8,8 %  | 8,0 %  | 6,5 %  |
| Saarland               | 11,2 % | 10,7 % | 11,4 % | 12,4 % | 11,5 % | 10,8 % | 9,8 %  | 9,0 %  | 9,1 %  | 9,5 %  | 9,2 %  | 10,7 % | 9,9 %  | 8,4 %  |
| Sachsen                | 14,8 % | 13,6 % | 14,9 % | 17,1 % | 17,5 % | 17,2 % | 17,0 % | 17,5 % | 17,8 % | 17,9 % | 17,8 % | 18,3 % | 17,0 % | 14,7 % |
| Sachsen-Anhalt         | 16,7 % | 15,7 % | 17,7 % | 20,3 % | 20,4 % | 20,3 % | 20,2 % | 19,7 % | 19,6 % | 20,5 % | 20,3 % | 20,2 % | 18,3 % | 15,9 % |
| Schleswig-Holstein     | 8,1 %  | 8,1 %  | 8,9 %  | 9,9 %  | 10,0 % | 9,4 %  | 8,5 %  | 8,4 %  | 8,7 %  | 9,7 %  | 9,8 %  | 11,6 % | 10,0 % | 8,4 %  |
| Thüringen              | 15,6 % | 14,1 % | 15,6 % | 17,8 % | 17,1 % | 15,4 % | 15,4 % | 15,3 % | 15,9 % | 16,7 % | 16,7 % | 17,1 % | 15,6 % | 13,1 % |

| Land                   | 2008   | 2009   | 2010   | 2011   | 2012   | 2013   | 2014   | 2015   | 2016   | 2017   | 2018  | 2019  | 2020   | 2021   |
| ---------------------- | ------ | ------ | ------ | ------ | ------ | ------ | ------ | ------ | ------ | ------ | ----- | ----- | ------ | ------ |
| Baden-Württemberg      | 4,1 %  | 5,1 %  | 4,9 %  | 4,0 %  | 3,9 %  | 4,1 %  | 4,0 %  | 3,8 %  | 3,8 %  | 3,5 %  | 3,2 % | 3,2 % | 4,1 %  | 3,9 %  |
| Bayern                 | 4,2 %  | 4,8 %  | 4,5 %  | 3,8 %  | 3,7 %  | 3,8 %  | 3,8 %  | 3,6 %  | 3,5 %  | 3,2 %  | 2,9 % | 2,8 % | 3,6 %  | 3,5 %  |
| Berlin                 | 13,8 % | 14,0 % | 13,6 % | 13,3 % | 12,3 % | 11,7 % | 11,1 % | 10,7 % | 9,8 %  | 9,0 %  | 8,1 % | 7,8 % | 9,7 %  | 9,8 %  |
| Brandenburg            | 13,0 % | 12,3 % | 11,1 % | 10,7 % | 10,2 % | 9,9 %  | 9,4 %  | 8,7 %  | 8,0 %  | 7,0 %  | 6,3 % | 5,8 % | 6,2 %  | 5,9 %  |
| Bremen                 | 11,4 % | 11,8 % | 12,0 % | 11,6 % | 11,2 % | 11,1 % | 10,9 % | 10,9 % | 10,5 % | 10,2 % | 9,8 % | 9,9 % | 11,2 % | 10,7 % |
| Hamburg                | 8,1 %  | 8,6 %  | 8,2 %  | 7,8 %  | 7,5 %  | 7,4 %  | 7,6 %  | 7,4 %  | 7,1 %  | 6,8 %  | 6,3 % | 6,1 % | 7,6 %  | 7,5 %  |
| Hessen                 | 6,5 %  | 6,8 %  | 6,4 %  | 5,9 %  | 5,7 %  | 5,8 %  | 5,7 %  | 5,5 %  | 5,3 %  | 5,0 %  | 4,6 % | 4,4 % | 5,4 %  | 5,2 %  |
| Mecklenburg-Vorpommern | 14,1 % | 13,5 % | 12,7 % | 12,5 % | 12,0 % | 11,7 % | 11,2 % | 10,4 % | 9,7 %  | 8,6 %  | 7,9 % | 7,1 % | 7,8 %  | 7,6 %  |
| Niedersachsen          | 7,6 %  | 7,7 %  | 7,5 %  | 6,9 %  | 6,6 %  | 6,6 %  | 6,5 %  | 6,1 %  | 6,0 %  | 5,8 %  | 5,3 % | 5,0 % | 5,8 %  | 5,5 %  |
| Nordrhein-Westfalen    | 8,5 %  | 8,9 %  | 8,7 %  | 8,1 %  | 8,1 %  | 8,3 %  | 8,2 %  | 8,0 %  | 7,7 %  | 7,4 %  | 6,8 % | 6,5 % | 7,5 %  | 7,3 %  |
| Rheinland-Pfalz        | 6,5 %  | 5,6 %  | 6,1 %  | 5,7 %  | 5,3 %  | 5,5 %  | 5,4 %  | 5,2 %  | 5,1 %  | 4,8 %  | 4,4 % | 4,3 % | 5,2 %  | 5,0 %  |
| Saarland               | 7,3 %  | 7,7 %  | 7,5 %  | 6,8 %  | 6,7 %  | 7,3 %  | 7,3 %  | 7,3 %  | 7,2 %  | 6,7 %  | 6,1 % | 6,2 % | 7,2 %  | 6,8 %  |
| Sachsen                | 12,8 % | 12,9 % | 11,8 % | 10,6 % | 9,8 %  | 9,4 %  | 8,8 %  | 8,2 %  | 7,5 %  | 6,7 %  | 6,0 % | 5,5 % | 6,1 %  | 5,9 %  |
| Sachsen-Anhalt         | 13,9 % | 13,6 % | 12,5 % | 11,6 % | 11,5 % | 11,2 % | 10,7 % | 10,2 % | 9,6 %  | 8,4 %  | 7,7 % | 7,1 % | 7,7 %  | 7,3 %  |
| Schleswig-Holstein     | 7,6 %  | 7,8 %  | 7,5 %  | 7,2 %  | 6,9 %  | 6,9 %  | 6,8 %  | 6,5 %  | 6,3 %  | 6,0 %  | 5,5 % | 5,1 % | 5,8 %  | 5,6 %  |
| Thüringen              | 11,2 % | 11,4 % | 9,8 %  | 8,8 %  | 8,5 %  | 8,2 %  | 7,8 %  | 7,4 %  | 6,7 %  | 6,1 %  | 5,5 % | 5,3 % | 6,0 %  | 5,6 %  |

| Land                   | 2022   | 2023   | 2024   |
| ---------------------- | ------ | ------ | ------ |
| Baden-Württemberg      | 3,5 %  | 3,9 %  | 4,2 %  |
| Bayern                 | 3,1 %  | 3,4 %  | 3,7 %  |
| Berlin                 | 8,8 %  | 9,1 %  | 9,7 %  |
| Brandenburg            | 5,6 %  | 5,9 %  | 6,1 %  |
| Bremen                 | 10,2 % | 10,6 % | 11,1 % |
| Hamburg                | 6,8 %  | 7,4 %  | 8,0 %  |
| Hessen                 | 4,8 %  | 5,2 %  | 5,5 %  |
| Mecklenburg-Vorpommern | 7,3 %  | 7,7 %  | 7,9 %  |
| Niedersachsen          | 5,3 %  | 5,7 %  | 5,9 %  |
| Nordrhein-Westfalen    | 6,8 %  | 7,2 %  | 7,5 %  |
| Rheinland-Pfalz        | 4,6 %  | 4,9 %  | 5,3 %  |
| Saarland               | 6,3 %  | 6,8 %  | 7,0 %  |
| Sachsen                | 5,6 %  | 6,2 %  | 6,5 %  |
| Sachsen-Anhalt         | 7,1 %  | 7,5 %  | 7,7 %  |
| Schleswig-Holstein     | 5,2 %  | 5,5 %  | 5,7 %  |
| Thüringen              | 5,3 %  | 5,9 %  | 6,2 %  |